# إيفلين سفير لافاليت
إيفلين سفير لافاليت كانت ثورية وناشطة جزائرية ممن أطلق عليهم الأقدام السوداء خلال ثورة التحرير الجزائرية. ولدت سنة 1927 في الرويبة. في 1951، أصبحت ناشطة في جمعية الشباب الجزائري للعمل الاجتماعي. انضمت إلى جبهة التحرير الوطني بصفة ضابط، وعملت في توزيع المنشورات والمساعدة في نشر صحيفة المجاهد. سُجنت وأطلق سراحها في 1959.
انتخبت عضواً في المجلس الوطني سنة 1964، ولعبت دوراً رئيسياً في تشكيل النظام التعليمي في الجزائر. في 1967 تزوجت من الصحفي عبد القادر سفير، في 1968 انضمت إلى وزارة العمل. في 2013، نُشرت سيرتها الذاتية؛ وتوفيت في 2014 في المدية.
ذوو الأقدام السوداء هم نسل المستوطنين الاستعماريين الفرنسيين، الذين ارتكبوا القمع ضد الجزائريين، لكن إيفيلين كانت من بين القلائل الذين قاتلوا إلى جانب الجزائريين في نضالهم من أجل الاستقلال.
تم تهجير مئات الآلاف من ذوي الأقدام السوداء بعد استقلال الجزائر. تتقاسم سيرتهم الذاتية الحنين إلى الجزائر قبل الحرب، فضلاً عن الألم والحزن والكآبة المشتركة. وهذا واضح أيضًا في مذكرات إيفيلين.